# Jacques Roubaud
Jacques Roubaud (Caluire-et-Cuire, 5 dicembre 1932 – Parigi, 5 dicembre 2024) è stato un matematico, poeta e scrittore francese.

## Biografia
Membro di OuLiPo dal 1966, diede con la sua opera un'esemplare dimostrazione del potenziale creativo generato dall'interpenetrazione di matematica e letteratura.
Con J.P.Faye fondò la rivista Change, in contrapposizione a Tel Quel.
∈ (1967), è una sequenza poetica contenente 361 variazioni geometriche del sonetto ed organizzata come una partita di go, il gioco giapponese che Roubaud ha contribuito a diffondere in Francia.
In campo poetico uno dei risultati più alti è Qualcosa di nero (1986), lamento in morte della moglie. La sua opera narrativa più importante è il ciclo iniziato con Il grande incendio di Londra, in cui Roubaud descrive l'opera Projet che non scriverà mai, e proseguito con L'Anello, che si conclude con l'autore sprofondato nella lettura dall'inizio. Tra le sue opere vanno inoltre ricordate: La bella Ortensia (1985) e il Rapimento di Ortensia (1987).
Nel 2008, l'Académie française gli ha conferito il Grand Prix de littérature Paul Morand.